# قائمة حكام بروسيا

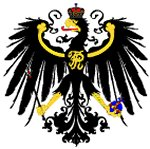
شعار مملكة بروسيا

قائمة حكام دولة بروسيا الألمانية السابقة، الأراضي في الأصل على بحر البلطيق، أصلاً أراضي على البلطيق والتي غزاها الفرسان توتونيون غزا من البروسيين البلطيق وبولندا وليتوانيا، والذي أصبح لاحقا دوقية تحت الهيمنة مملكة بولندا، ودوقية مستقلة، ومملكة مستقلة، مملكة داخل الإمبراطورية الألمانية، وبعد ذلك دولة التأسيسية من ألمانيا.
كان تاريخ بروسيا، من 1618 فصاعدا، على ارتباط وثيق إلى ان من مرغريفية براندنبورغ، وحاكم بروسيا كما كان الناخب من براندنبورغ 1618-1806. للحصول على قائمة الحكام في وقت سابق من براندنبورغ، انظر قائمة حكام براندنبورغ.

## دوقات بروسيا، 1525-1701
| آل هوهنتسولرن دوقات بروسيا |                      |                |                | |
| الصورة | الاسم                | البداية        | النهاية        | تعليق |
| | ألبرشت الأول         | 10 أبريل 1525  | 20 مارس 1568   | حفيد ألبرشت آخيل، ناخب براندنبورغ من آل هوهنتسولرن. السيد الأكبر للفرسان التوتونيون. بعد أن تصبح لوثرياً، تحصل من زغمونت ملك بولندا على لقب "دوق بروسيا" العلماني. |
| | ألبرشت الثاني فريدرش | 20 مارس 1568   | 18 أغسطس 1618  | نجل ألبرشت الأول. اعتبر ألبرشت فريدرش غير مؤهل عقلياً منذ عام 1577 - مع إقطع الملك زغمونت الثاني أوغست هوهنزولرن البراندنبورغية إلى دوقية بروسيا الوراثية في سنة 1569 - كانت السلطة تـُمارس بواسطة غيورغ فريدرش الأول مرغريف براندنبورغ-أنسباخ-كولمباخ، ثم من قبل يواكيم فريدرش، ناخب براندنبورغ (1605-1608)، وبعد ذلك من قبل يوهان زيغسمونت، ناخب براندنبورغ.     |
| بعد وفاة ألبرشت فريدرش عام 1618، انتقل حكم دوقية بروسيا إلى صهره وابن العم البعيد الناخب يوهان زيغسمونت، المنتمي إلى الفرع الكبير من سلالة هوهنزولرن التي تحكم مرغريفية براندنبورغ على الرغم من المرغريفية والدوقية بقيت متميزة من الناحية القانونية، وتعرف أحياناً الأراضي المجتمعة ببراندنبورغ بروسيا. |                      |                |                | |
| | يوهان زيغسمونت       | 18 أغسطس 1618  | 23 ديسمبر 1619 | ناخب براندنبورغ من عام 1608. تزوج من آنا، ابنة الدوق ألبرشت فريدرش. |
| | غيورغ فيلهلم         | 23 ديسمبر 1619 | 1 ديسمبر 1640  | ابن يوهان زيغسمونت وآنا. |
| | فريدرش فيلهلم        | 1 ديسمبر 1640  | 9 مايو 1688    | نجل غيورغ فيلهلم. في عام 1657، حصل فريدرش فيلهلم على اعتراف يان الثاني ملك بولندا بسيادته الكاملة على دوقية بروسيا، وبالتالي التي أصبحت دولة مستقلة، رغم أن بولندا أبقت على حق الارتداد إن انقرضت سلالة هوهنزولرن. أنشئت حقوق دوق بروسيا وملك بولندا في سلسلة من معاهدات تم تجديدها كلما تغيير الحاكم وصولا إلى عام 1698 (ارتقاء أوغست الثاني ملك بولندا للعرش). |
| | فريدرش               | 9 مايو 1688    | 18 يناير 1701  | ابن فريدريك فيلهلم. توج في عام 1701 "ملكاً في بروسيا"، مسجلاً استقلال بروسيا الكامل عن جميع الروابط البولندية، ولكنه حد من سيادته على أراضي بروسيا الدوقية السابقة. |

## ملوك بروسيا 1701-1918
عـُرف الملوك اللاحقين قبل سنة 1772 رسمياً بملك في بروسيا، بدلاً من ملك بروسيا.
| آل هوهنتسولرن ملوك بروسيا |                      |                |                | |
| الصورة                    | الاسم                | البداية        | النهاية        | التعليق |
|                           | فريدرش الأول         | 18 يناير 1701  | 25 فبراير 1713 | فصل بروسيا عن بولندا تماماً وادعى وضعاً سيادياً بأنه "ملك في بروسيا" عام 1701. |
|                           | فريدرش فيلهلم الأول  | 25 فبراير 1713 | 31 مايو 1740   | ابن فريدرش الأول. عـُرف ب"الملك الجندي". أصلح الجيش وحد من نفقات الدولة غير المتعلقة بالقوات المسلحة. |
|                           | فريدرش الثاني        | 31 مايو 1740   | 17 أغسطس 1786  | ترتب عن ضمه لبروسيا الملكية في سنة 1772 تقاسم بولندا، غير فريدرش العظيم لقبه إلى "ملك بروسيا" بدلا من من "ملك في بروسيا". |
|                           | فريدرش فيلهلم الثاني | 17 أغسطس 1786  | 16 نوفمبر 1797 | ابن أخ فريدرش الثاني. عزز الأراضي البروسية بضم المزيد من الأراضي البولندية. |
|                           | فريدرش فيلهلم الثالث | 16 نوفمبر 1797 | 7 يونيو 1840   | ابن فريدرش فيلهلم الثاني. بتفكك الإمبراطورية الرومانية المقدسة سنة 1806، فقد لقب ناخب براندنبورغ، ولكنه تمكن من ضم أراضيه في براندنبورغ إلى مملكة بروسيا. رغم الخسائر في الحروب النابليونية، في مؤتمر فيينا زادت أراضي بروسيا في ألمانيا إلى حد كبير، ما جعلها القوة المسيطرة في شمال ألمانيا.           |
|                           | فريدرش فيلهلم الرابع | 7 يونيو 1840   | 2 يناير 1861   | ابن فريدرش فيلهلم الثالث. أثناء ثورات 1848-9، منح فرصة ليصبح إمبراطور الألمان، ولكنه رفض العرض. |
|                           | فيلهلم الأول         | 2 يناير 1861   | 9 مارس 1888    | شقيق السابق، ضمت بروسيا مزيداً من الأراضي نتيجة لحرب شليسفيغ الثانية في سنة 1864 والحرب النمساوية البروسية عام 1866، وأصبحت القوة المهيمنة في الاتحاد الألماني الشمالي. بعد الانتصار في الحرب الفرنسية البروسية، أُعلن فيلهلم الأول الإمبراطور الألماني في عام 1871، مع حفاظه على لقب وصلاحيات ملك بروسيا. |
|                           | فريدرش الثالث        | 9 مارس 1888    | 15 يونيو 1888  | نجل السابق، الإمبراطور الألماني هو أيضاً. توفي بعد 99 يوم فقط بسرطان الحنجرة. لدى تعرف سنة 1888 بسنة الأباطرة الثلاثة. |
|                           | فيلهلم الثاني        | 15 يونيو 1888  | 9 نوفمبر 1918  | نجل السابق. أدت هزيمة ألمانيا في الحرب العالمية الأولى (1918) إلى أن يتخلى فيلهلم الثاني عن العرش ويـُنفى إلو هولندا حتى وفاته، وإلى سقوط آل هوهنتسولرن عن السلطة. |